# Генрієта Надьова
Генрієта Надьова (угор. Henrieta Nagyová, нар. 15 грудня 1978) — колишня професійна словацька тенісистка.  Найвищу одиночну позицію — ранг 21 досягнула 17 вересня 2001 року. Перемогла в 9 одиночних і 4 парних турнірах туру WTA.

## Фінали Туру WTA

### Одиночний розряд: 14 (9–5)
| Легенда: До 2009            | Легенда: Починаючи з 2009 |
| --------------------------- | ------------------------- |
| Турніри Великого шолома (0) |                           |
| Турніри WTA (0)             |                           |
| Tier I (0)                  | Premier Mandatory (0)     |
| Tier II (0)                 | Premier 5 (0)             |
| Tier III (2)                | Premier (0)               |
| Tier IV & V (7)             | International (0)         |

| Результат | Ранг | Дата              | Турнір                                                | Покриття | Опонент             | Рахунок       |
| --------- | ---- | ----------------- | ----------------------------------------------------- | -------- | ------------------- | ------------- |
| Перемога  | 1.   | 22 вересня 1996   | Warsaw Open, Польща                                   | Ґрунт    | Барбара Паулюс      | 3–6, 6–2, 6–1 |
| Поразка   | 2.   | 21 липня 1997     | Warsaw Open, Польща                                   | Ґрунт    | Barbara Paulus      | 4–6, 4–6      |
| Поразка   | 3.   | 28 липня 1997     | Maria Lankowitz, Австрія                              | Ґрунт    | Барбара Шетт        | 6–3, 2–6, 3–6 |
| Перемога  | 4.   | 23 листопада 1997 | Pattaya City, Таїланд                                 | Тверде   | Домінік Монамі      | 7–5, 6–7, 7–5 |
| Перемога  | 5.   | 2 серпня 1998     | Orange Warsaw Open, Польща                            | Ґрунт    | Елена Вагнер        | 6–3, 5–7, 6–1 |
| Перемога  | 6.   | 9 серпня 1998     | Istanbul, Туреччина                                   | Тверде   | Ольга Барабанщикова | 6–4, 3–6, 7–6 |
| Перемога  | 7.   | 14 лютого 1999    | ECM Prague Open, Чехія                                | Килим    | Сільвія Фаріна-Елія | 7–6, 6–4      |
| Перемога  | 8.   | 14 травня 2000    | Warsaw Open, Польща                                   | Ґрунт    | Аманда Гопманс      | 2–6, 6–4, 7–5 |
| Перемога  | 9.   | 16 липня 2000     | Internazionali Femminili di Tennis di Palermo, Італія | Ґрунт    | Павліна Нола        | 6–3, 7–5      |
| Перемога  | 10.  | 12 листопада 2000 | Commonwealth Bank Tennis Classic, Малайзія            | Тверде   | Іва Майолі          | 6–4, 6–2      |
| Поразка   | 11.  | 11 листопада 2001 | Pattaya City, Таїланд                                 | Тверде   | Патті Шнідер        | 0–6 4–6       |
| Поразка   | 12.  | 12 травня 2002    | Warsaw Open, Польща                                   | Ґрунт    | Олена Бовіна        | 3–6 1–6       |
| Поразка   | 13.  | 27 липня 2002     | Orange Warsaw Open, Польща                            | Ґрунт    | Дінара Сафіна       | 3–6 0–4 ret.  |
| Перемога  | 14.  | 9 листопада 2003  | Паттая, Таїланд                                       | Тверде   | Любомира Курхайцова | 6–4, 6–2      |

### Парний розряд: 10 (4–6)
| Легенда: До 2009            | Легенда: Починаючи з 2009 |
| --------------------------- | ------------------------- |
| Турніри Великого шолома (0) |                           |
| Турніри WTA (0)             |                           |
| Tier I (0)                  | Premier Mandatory (0)     |
| Tier II (0)                 | Premier 5 (0)             |
| Tier III (2)                | Premier (0)               |
| Tier IV & V (2)             | International (0)         |

| Результат | Ранг | Дата              | Турнір                                                | Покриття   | Партнер              | Опоненти                                      | Рахунок       |
| --------- | ---- | ----------------- | ----------------------------------------------------- | ---------- | -------------------- | --------------------------------------------- | ------------- |
| Поразка   | 1.   | 11 вересня 1995   | Warsaw Open, Польща                                   | Ґрунт      | Дениса Крайчовичова  | Сандра Чеккіні Лаура Гарроне                  | 7–5, 2–6, 3–6 |
| Перемога  | 2.   | 28 квітня 1997    | Бол, Хорватія                                         | Ґрунт      | Лаура Монтальво      | Марія Хосе Гайдано Маріон Маруска             | 6–3, 6–1      |
| Перемога  | 3.   | 12 листопада 2000 | Commonwealth Bank Tennis Classic, Малайзія            | Тверде     | Сільвія Плішке       | Лізель Губер Ванесса Вебб                     | 6-4, 7-6      |
| Поразка   | 4.   | 6 січня 2002      | ASB Classic, Нова Зеландія                            | Тверде     | Квета Пешке          | Ніколь Арендт Лізель Губер                    | 5–7, 4–6      |
| Поразка   | 5.   | 5 травня 2002     | Бол, Хорватія                                         | Ґрунт      | Олена Бовіна         | Татьяна Гарбін Анжелік Віджайя                | 7–5 3–6 6–4   |
| Перемога  | 6.   | 12 травня 2002    | Warsaw, Польща                                        | Ґрунт      | Єлена Костанич-Тошич | Євгенія Куликовська Сільвія Талая             | 6–1, 6–1      |
| Перемога  | 7.   | 18 жовтня 2002    | Братислава, Словаччина                                | Тверде (i) | Мая Матевжич         | Мейлен Ту Наталі Деші                         | 6–4, 6–0      |
| Поразка   | 8.   | 6 квітня 2003     | Гран-прі принцеси Лалли Мер'єм, Марокко               | Ґрунт      | Олена Татаркова      | Хісела Дулко Марія Емілія Салерні             | 3–6, 4–6      |
| Поразка   | 9.   | 25 липня 2004     | Internazionali Femminili di Tennis di Palermo, Італія | Ґрунт      | Любомира Курхайцова  | Анабель Медіна Гаррігес Аранча Санчес Вікаріо | 3–6, 6–7(4–7) |
| Поразка   | 10.  | 30 квітня 2005    | Estoril Open, Португалія                              | Ґрунт      | Міхаелла Крайчек     | Лі Тін Сунь Тяньтянь                          | 3–6, 1–6      |

## Фінали ITF

### Одиночний розряд Фінали (9-3)
| Турніри $100,000 |
| Турніри $75,000  |
| Турніри $50,000  |
| Турніри $25,000  |
| Турніри $10,000  |

| Результат | Ранг | Дата            | Турнір                 | Покриття   | Опонент in the final | Рахунок in the final |
| Перемога  | 1.   | 17 липня 1994   | Ольштин, Польща        | Ґрунт      | Магдалена Гжибовська | 6-4, 2-6, 6-4        |
| Перемога  | 2.   | 25 вересня 1994 | Пореч, Хорватія        | Ґрунт      | Sylva Nesvadbová     | 6-1, 1-6, 6-1        |
| Поразка   | 3.   | 12 грудня 1994  | Пршеров, Чехія         | Тверде (i) | Каріна Габшудова     | 1-6, 4-6             |
| Перемога  | 4.   | 21 травня 1995  | Бордо, Франція         | Ґрунт      | Еріка Делоун         | 6-1, 6-3             |
| Перемога  | 5.   | 28 серпня 1995  | Афіни, Греція          | Ґрунт      | Патті Шнідер         | 6-2, 6-0             |
| Перемога  | 6.   | 18 лютого 1996  | Калі (місто), Колумбія | Ґрунт      | Хрістіна Пападакі    | 6-2, 7-6             |
| Перемога  | 7.   | 2 вересня 1996  | Братислава, Словаччина | Ґрунт      | Patty Schnyder       | 6-0, 6-4             |
| Перемога  | 8.   | 11 серпня 1997  | Братислава, Словаччина | Ґрунт      | Гала Леон Гарсія     | 6-4, 6-0             |
| Поразка   | 9.   | 9 квітня 2000   | Вест-Палм-Біч, США     | Ґрунт      | Меган Шонессі        | 6-4, 5-7, 6-7(4-7)   |
| Перемога  | 10.  | 8 квітня 2001   | Бойнтон-Біч, США       | Ґрунт      | Оса Свенссон         | 3-6, 6-3, 6-1        |
| Перемога  | 11.  | 28 вересня 2003 | Б'єлла, Італія         | Ґрунт      | Жофія Губачі         | 6-3, 6-1             |
| Поразка   | 12.  | 19 жовтня 2003  | Дубай (місто), ОАЕ     | Тверде     | Єлена Янкович        | 2–6, 5–7             |

### Парний розряд (4-2)
| Легенда          |
| ---------------- |
| Турніри $100,000 |
| Турніри $75,000  |
| Турніри $50,000  |
| Турніри $25,000  |
| Турніри $10,000  |

| Результат | Ранг | Дата           | Турнір                          | Покриття   | Партнер              | Опоненти in the final             | Рахунок in the final |
| --------- | ---- | -------------- | ------------------------------- | ---------- | -------------------- | --------------------------------- | -------------------- |
| Поразка   | 1.   | 17 липня 1994  | Ольштин, Польща                 | Ґрунт      | Коріна Мораріу       | Marielle Bruens Аманда Гопманс    | 4-6, 7-5, 5-7        |
| Поразка   | 2.   | 12 грудня 1994 | Пршеров, Чехія                  | Тверде (i) | Anna Linkova         | Ольга Гостакова Eva Krejčová      | 4–6, 4–6             |
| Перемога  | 3.   | 9 липня 1995   | Файгінген-ан-дер-Енц, Німеччина | Ґрунт      | Радка Зрубакова      | Татьяна Єчменіца Олена Татаркова  | 6-3, 7-6             |
| Перемога  | 4.   | 28 серпня 1995 | Афіни, Греція                   | Ґрунт      | Магдалена Гжибовська | Коріна Мораріу Хрістіна Захаріду  | W/O                  |
| Перемога  | 5.   | 17 серпня 1997 | Братислава, Словаччина          | Ґрунт      | Лоранс Куртуа        | Павліна Нола Светлана Кривенчева  | 6–1, 6–0             |
| Перемога  | 6.   | 9 квітня 2006  | Дінан (Кот-д'Армор), Франція    | Ґрунт (i)  | Клаудія Янс-Ігначик  | Меделіна Гожня Агнешка Радванська | 3–6, 6–2, 6–4        |